# Lago di Kreda
Il lago di Kreda (in sloveno: Jezero Kreda) è un lago artificiale che si trova nel comune di Gorje all'interno del parco nazionale del Tricorno, in Slovenia.

## Descrizione
Si trova nella valle del Radovna e prende il nome dal gesso che si è estratto fino al 1985 nelle zone limitrofe. Durante il periodo degli scavi si è creata una conca, questa lentamente si è riempita d'acqua formando così il lago. Il lago si trova in un territorio privato all'interno del parco. È meta durante il periodo estivo di turisti. Durante i mesi invernali è facile che il lago diventi ghiacciato e quindi è possibile pattinare.
Attualmente è un importante habitat naturale per anfibi come la rana temporaria e rospo.

## Galleria d'immagini

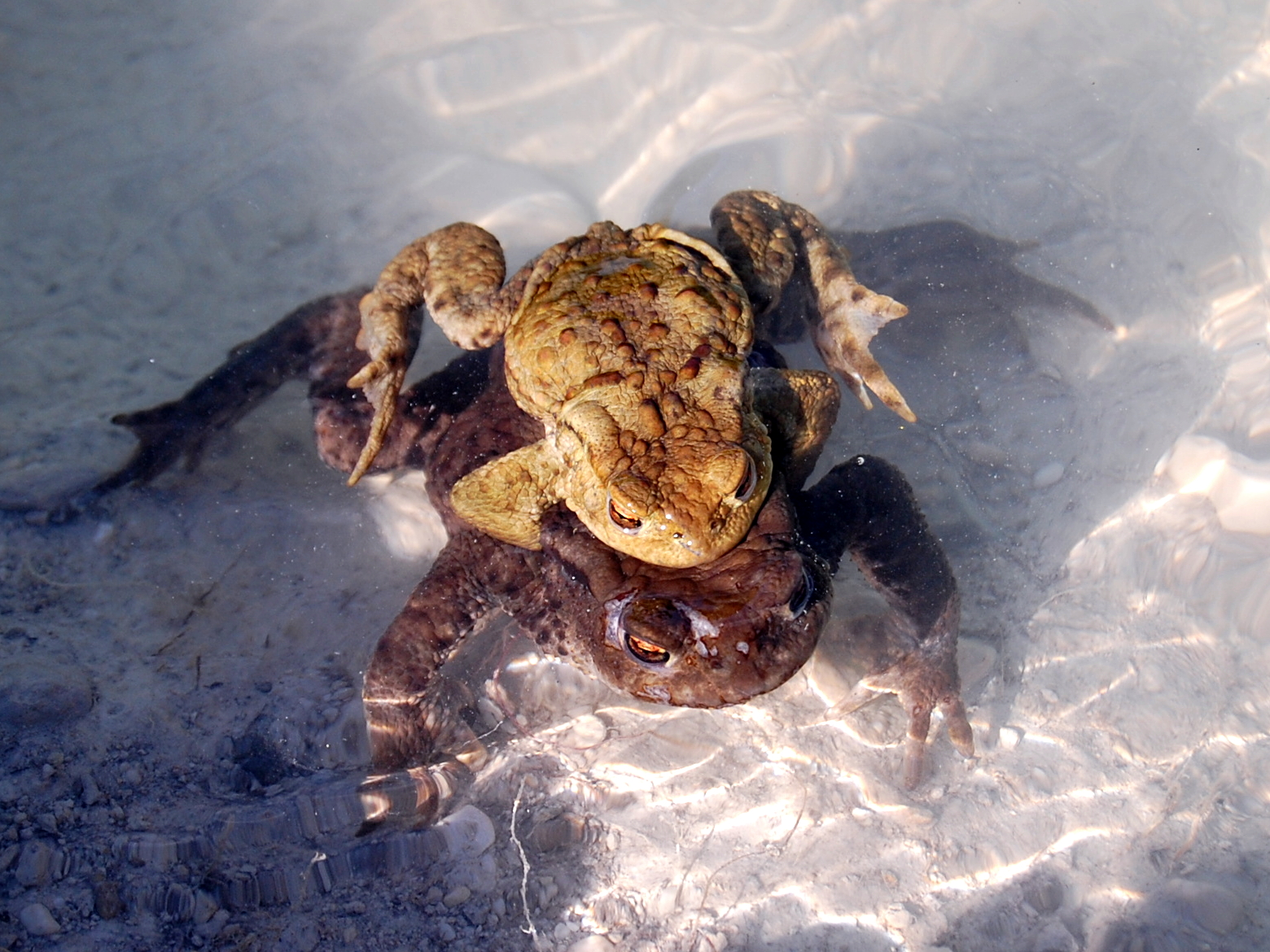
Un esemplare di rospo
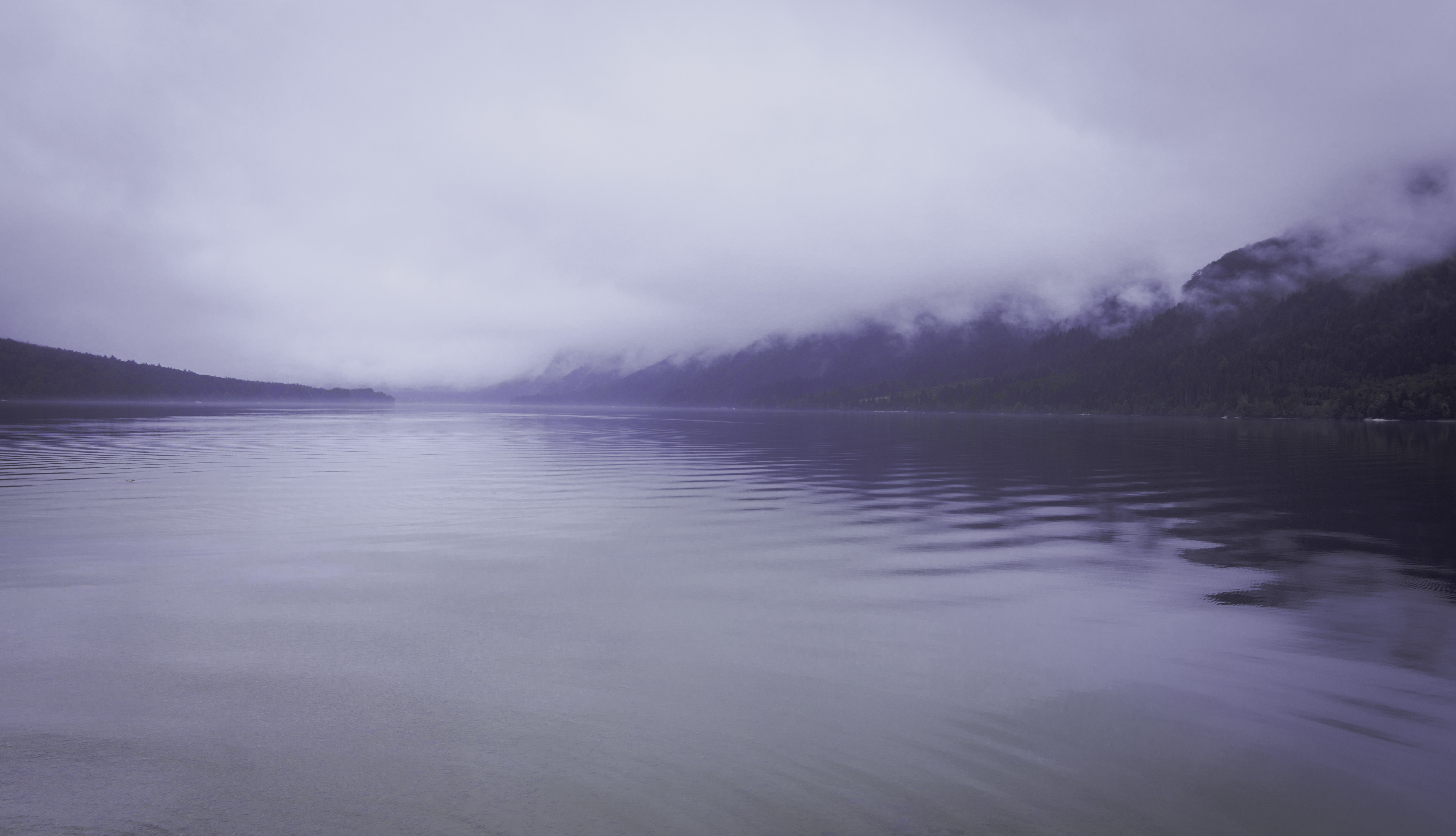
Vista del lago